# CEDRO
Das Centro de Información y Educación para la Prevención del Abuso de Drogas, deutsch Informations- und Erziehungszentrum zur Prävention von Drogenmissbrauch, ist eine private, gemeinnützige Organisation in Lima.
Die 1986 von Peruanern gegründete Organisation hat den Schwerpunkt Straßenkinder, da diese besonders von Drogenmissbrauch gefährdet sind. CEDRO hat zu diesem Zweck in Lima auch ein eigenes Auffangheim für Kinder. Weitere Ziele und Arbeitsmethoden sind:
- die Bevölkerung über Drogenmissbrauch und seine Folgen aufzuklären (in Form von Teilnahme an Messen, Vorträgen und auch Workshops)
- besonders gefährdete Gruppen vor Drogen zu schützen, zum Beispiel Straßenkinder. Dazu werden ihnen sinnvolle Freizeitgestaltungen angeboten, wie zum Beispiel Musikkurse, Zeichenkurse, Sportveranstaltungen oder Sprachkurse.

Seit 2002 kann ein österreichischer Auslandsdienst abgeleistet werden.